# William F. Friedman
Pour les articles homonymes, voir Friedman.
William F. Friedman (24 septembre 1891 à Chișinău (Moldavie) - 12 novembre 1969 à Washington) est un cryptologue de l'armée de terre américaine. L'indice de coïncidence qu'il a inventé permettra aux cryptanalystes d'adopter désormais une approche scientifique de leur travail.

## Débuts en cryptologie

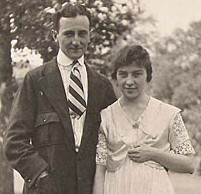
William F. Friedman et sa femme, Elizebeth S. Fiedman, lors de leur mariage, mai 1917.

Né en 1891 en Moldavie (à l'époque intégrée à l'empire russe), sous le nom de Wolfe Friedman, il émigre avec sa famille en Amérique en 1893, pour rejoindre son père à Pittsburgh, installé un an plus tôt. Peu après, en prenant la nationalité américaine, il change son prénom en William. Il étudie à l'université Cornell, avec un intérêt pour les sciences, en particulier la génétique. Diplômé en 1914, il reste encore deux ans à Cornell, puis est recruté par l'excentrique mécène George Fabyan, un millionnaire ayant fait fortune dans le coton. Fabyan intègre Friedman dans ses Riverbank Laboratories, à Geneva afin de le faire travailler sur l'amélioration du coton. C'est par une rencontre fortuite avec Elizabeth Wells Gallup que Friedman sera amené à pratiquer la cryptologie. En effet, Gallup, également employée par Fabyan, avait été chargée de révéler les supposés messages chiffrés que Sir Francis Bacon avait laissés dans l'œuvre attribuée à Shakespeare (une théorie en vogue à l'époque, démentie depuis). Friedman y rencontra Elizebeth Smith, également cryptanalyste, qu'il épousera en 1917.

## Première Guerre mondiale
Avec l'entrée en guerre des États-Unis cette même année, l'impréparation américaine est telle que Fabyan proposa à l'armée de former à ses frais et par Friedman plusieurs promotions d'officiers à la cryptologie. L'offre fut acceptée par le capitaine Joseph Mauborgne, le temps qu'un département officiel, le MI8, fut mis en place sous la houlette d'Herbert Yardley. En juillet 1918, Friedman fut lui-même recruté par l'armée et envoyé en France, à Chaumont, siège de l'état major du général Pershing, au sein de l'American Expeditionary Force. Afin de diversifier ses connaissances (selon ses propres termes), il se pencha sur les codes allemands (notamment la famille des codes KRU), plutôt que sur les chiffres. Il fut démobilisé en avril 1919.

## L'indice de coïncidence
En 1920, dans The Index of Coincidence and its Applications in Cryptography, il invente une nouvelle technique : l'indice de coïncidence, une mesure statistique utilisée en cryptanalyse pour casser les chiffrements simples basés sur des substitutions et des permutations (par exemple le chiffrement de Vigenère). La même année, c'est lui qui utilise pour la première fois le terme cryptanalyse pour désigner le travail consistant à attaquer un chiffre, par opposition à la cryptographie.
En 1930, Friedman fonde l'US Army Signals Intelligence Service (service de renseignements transmissions de l'armée de terre américaine).

## Seconde Guerre mondiale
Friedman participera à l'effort de guerre contre les Japonais dès 1939 en s'attaquant au code 97, le chiffre utilisé par l'armée nippone. Son équipe sera à même de déchiffrer un volume croissant de messages de l'armée impériale. En 1941, face aux responsabilités importantes qu'il endosse, Friedman fait une dépression et doit se retirer pendant un certain temps. Il visitera Bletchley Park et transmettra ses recherches aux Britanniques responsables de la cryptanalyse d'Enigma.
Après la guerre, il devient cryptologue en chef à la NSA. Il part à la retraite en 1955, mais sa santé se dégrade rapidement au début des années 60. Il décède en 1969.